# 北堺警察署
北堺警察署（きたさかいけいさつしょ）は、大阪府警察が管轄する警察署の一つである。

## 所在地・最寄り駅
- 〒591-8021 大阪府堺市北区新金岡町1丁1番1号 
  - 南海バス 北堺警察署前、Osaka Metro御堂筋線 新金岡駅

## 所轄
- 堺市北区 - 2006年3月31日までは深井地区をはじめとした現在の中区域（現在は中堺警察署管轄）も所轄していた。

## 沿革
- 1979年4月1日 - 当時、管内で進められていた地下鉄御堂筋線延伸計画や泉北高速鉄道開業、さらに新金岡・深井団地造成などに伴う人口増加を受け、堺北警察署（現在の堺警察署）より独立し、「堺東警察署」として開署。
- 2006年4月1日 - 堺市の政令指定都市移行に伴い、中区の所轄を堺南警察署（現在の西堺警察署）に移管。
- 2008年4月1日 - 堺市の区の名称に合わせて「北堺警察署」に変更された。

## 交番一覧
- 浅香山交番 - 堺市北区大豆塚町一丁29番地2
- 金田交番 - 堺市北区金岡町2305番地2
- 新金岡交番 - 堺市北区新金岡町三丁8番16号
- 中百舌鳥交番 - 堺市北区百舌鳥梅町三丁1番地5
- 長曽根交番 - 堺市北区長曽根町1529番地2
- 野遠交番 - 堺市北区野遠町478番地3
- 東浅香山町交番 - 堺市北区東浅香山町三丁145番地14
- 百舌鳥交番 - 堺市北区百舌鳥本町一丁39番地3